# Morgan Gibbs-White
Morgan Anthony Gibbs-White (ur. 27 stycznia 2000 w Stafford) – angielski piłkarz występujący na pozycji pomocnika w angielskim klubie Nottingham Forest. W sezonie 2024/2025 kapitan drużyny.